# Бартлетт, Бонни
Бонни Бартлетт (англ. Bonnie Bartlett; род. 20 июня 1929, Висконсин-Рапидс, Висконсин) — американская актриса.

## Биография
Бонни Бартлетт родилась в Висконсине в семье страхового агента. Со своим будущем мужем, актёром Уильямом Дэниелсом, познакомилась во время обучения в Северо-западном университете. Их первенец родился в 1961 году, но умер вскоре после рождения, после чего пара усыновила двоих детей.
Бартлетт изучала актёрское мастерство на курсах Ли Страсберга, по завершении которого дебютировала на телевидении в 1955 году. Последующие четыре года она была исполнительницей роли Ванессы Дейл Рейвен в телесериале «Любовь к жизни». В 1960-х Бартлетт почти не снималась, посвятив себя семье и воспитанию детей, а на телеэкраны вернулась с началом 1970-х годов. Наибольшую популярность актрисе принесла роль Эллен Крейг в телесериале «Сент-Элсвер», в котором она снималась с 1982 по 1988 год, и принёсшая ей две премии «Эмми».
На большом экране Бартлетт появлялась намного реже, чем на телевидении, и среди немногочисленных картин с её участием такие фильмы как «Последний магнат» (1976), «Всю ночь напролёт» (1981), «Фрэнсис» (1982), «Близнецы» (1988) и «Под угрозой смерти» (1993).
В 1990-е годы Бартлетт продолжала активно сниматься на телевидении, где у неё были роли в сериалах «Скорая помощь», «Большой ремонт», «Парень познаёт мир», «Опять и снова», «Главный госпиталь», «Анатомия страсти», «Звёздные врата: SG-1». В настоящее время Бонни Бартлетт является активным членом Гильдии киноактёров, а также состоит в Национальном совете режиссёров.

## Награды
- Эмми 1986 — «Лучшая актриса второго плана в драматическом телесериале» («Сент-Элсвер»)
- Эмми 1987 — «Лучшая актриса второго плана в драматическом телесериале» («Сент-Элсвер»)